# آش عیران
آش عیران (به ترکی:عیران آشه) نوعی آش دوغ است که مخصوص شهر ارومیه می‌باشد.دوغ ترش ،نخود ،تخم مرغ ،اسفناج ،بلغور و برنج مواد تشکیل دهنده این آش می‌باشند.برای تهیه دوغ این آش بایستی ماست را یک روز بیرون از یخچال گذاشت تا ترش شود.